# 東急3700系電車
東急3700系電車（とうきゅう3700けいでんしゃ）は、東京急行電鉄（現・東急電鉄）が1948年（昭和23年）に導入した、広義の3000系電車（初代）の一系列で、運輸省規格型車両に属する電車である。
3700系は後年全車とも名古屋鉄道（名鉄）へ譲渡され、同社3880系電車として運用された。本項では東急在籍当時から名鉄への譲渡後の動向にかけて詳述する。

## 導入経緯
陸上交通事業調整法に基く事業者統合により誕生した「大東急」体制当時の東京急行電鉄においては、「大東急」の母体となった東京横浜電鉄（2代）由来の各路線における終戦後の車両事情改善および輸送力増強を目的として、空襲など戦災によって被災した国鉄車両、いわゆる戦災国電の払い下げを受け、修復の上で3600系として導入した。ただし、3600系の車体幅は2,805 mmと地方鉄道法に基く規定にて定められた最大幅2,744 mmを超過していたことから、導入先が特別認可を受けた目蒲線および東横線の両路線区に限定された。
次いで導入された3700系（以下「本系列」）は、終戦後の混乱期に運輸省傘下の鉄軌道統制機関である日本鉄道協会によって策定された私鉄車両の各種規格のうち、車体長17,000 mm・車体幅2,700 mmの「A'形」に準拠した設計を採用、側面手すりなどを含めた最大幅を2,740 mmに抑えて、広幅車体ゆえに運用上の制約が生じた3600系とは異なり東京急行電鉄の保有する全路線における運用を可能とした。1948年（昭和23年）に制御電動車デハ3700形3701 - 3715および制御車クハ3750形3751 - 3755の計20両が川崎車輛において新製され、本系列は「大東急」体制解体後の現・東京急行電鉄（東急）における初の新製車両となった。
また、本系列は当初架線電圧600 V仕様で落成したが、東急の各路線における将来的な同1,500 Vへの昇圧を見越して、小改造で昇圧に対応可能な主要機器を採用した。

## 車体
前述の通り「運輸省規格型A'形」に準拠した車体長17,000 mm・車体幅2,700 mmの半鋼製車体を採用し、車体長16,000 mm - 16,500 mm程度が標準値であった当時の東急に在籍する各形式と比較して、本系列は最も車体長が長い形式となった。
デハ3700形・クハ3750形とも片側の妻面にのみ全室形の乗務員室（運転台）を設けた片運転台仕様で、側面窓配置はd2D4D4D2（d：乗務員扉、D：客用扉、各数値は側窓の枚数）と、「関東型」と俗称される客用扉間に4枚の側窓を配した仕様を従来車各形式より踏襲した。ただし、側窓幅は運輸省規格型車両の規定にて定められた800 mm幅とし、また窓間柱寸法を100 mmとしたことから、側窓幅790 mm・窓間柱寸法80 mmを標準とした従来車各形式とは異なる。加えて、製造当時のガラス資材不足を反映して、妻面・側面とも窓の上下寸法を850 mmと、戦前に新製されたデハ3500形・デハ3650形の950 mmより100 mm縮小し幕板寸法を広く取ったため、両形式と比較して鈍重な印象を与える外観となった。
妻面は乗務員室側・連結面側とも貫通路を持たない非貫通構造で、左右800 mm、中央700㎜幅の窓が配置され、妻面腰板下部の左右にはアンチクライマーが設置されている。
車内はロングシート仕様で、乗務員室後部から直後の客用扉にかけての客室部分には座席を設置せず立席スペースとした。

## 主要機器
制御装置は国鉄制式機種である電空カム軸式自動加速制御のCS5を、主電動機は東洋電機製造製のTDK-528/9-HM直流直巻電動機を、制動装置はM三動弁を使用するAMM / ACM自動空気ブレーキをそれぞれ採用した。台車は扶桑金属工業（のちの住友金属工業）製の鋳鋼組立形釣り合い梁式台車KS33E（固定軸間距離2,300 mm、車輪径910 mm）を装着、軸受部は当初よりコロ軸受（ローラーベアリング）仕様とした。
いずれも運輸省規格型における指定機種で、東急においては導入実績のない機種であったが、CS5制御器については当時の東急において日立製作所製の電空カム軸式自動加速制御装置が一部形式にて採用されていたことから、仕様の近似したCS5の採用に至ったものと指摘される。落成当初は界磁接触器を併用し並列弱め界磁制御を行った。また、TDK-528/9-HM主電動機は端子電圧600 V時の定格出力が90 kWと、同定格出力75 kW程度が標準であった従来車各形式と比較して出力の向上が図られた。駆動方式は吊り掛け式、歯車比は3.44 (62:18) である。

## 東急在籍期の運用
本系列は東横線へ集中投入され、主にデハ3700形2両とクハ3750形1両からなる3両編成を組成した。もっとも、デハ3700形15両に対してクハ3750形は5両のみの存在であったことから、余剰となるデハ3700形5両については3600系の制御車であるクハ3770形など他形式と常時混用された。
1952年（昭和27年）に実施された架線電圧の直流1,500 Vへの昇圧に際しては、制御装置の小改造など昇圧対応改造が実施され、昇圧に伴ってTDK-528/9-HM主電動機の定格出力は112.5 kWに向上した。また同年には桜木町事故を契機としてデハ3700形・クハ3750形の連結面側妻面に貫通路が新設され、また3両編成を組成した際に編成中間に位置するデハ3700形については運転台側妻面にも貫通路および貫通扉が新設された。
終戦後の混乱期に新製された本系列は、戦前製の従来車各形式と比較して各部に欠陥を有し、1954年（昭和29年）には一部の台車の釣り合い梁部に亀裂が発生したため全数を対象に修繕工事が施工され、同時にまた、車体各部の仕上げが粗雑であったこと、さらには本系列の製造に際して使用された鋼材が戦災にて焼損した粗悪なものであったため構体そのものの劣化進行が非常に早かったことから、1961年（昭和36年）よりデハ3450形など戦前製の従来車各形式に先行して車体の更新修繕工事が施工された。
更新修繕工事に際しては、全ての窓の上下寸法が幕板方向へ拡大され、デハ3500形・デハ3650形と同一の950 mmとなったほか、窓枠のアルミサッシ化、内装のアルミデコラ化などが施工された。同時にデハ3700形のうち前面非貫通仕様であった車両を対象に貫通路および貫通扉を新設して全車仕様を統一し、またクハ3750形については前面非貫通仕様のまま存置されたものの、前面腰板下部のアンチクライマーが撤去された。その他、デハ3700形の制御装置がCS5から日立製作所製のMMC-H-10G電動カム軸式自動加速制御器に換装され、また並列弱め界磁制御に用いる界磁接触器については本系列が当時5000系（初代）など新型車両の増備に伴って東横線における急行運用より離脱していたことを鑑み撤去された。
その後は一部車両の客用扉を小窓タイプのものに交換したほか、在籍最終期にはデハ3709 - デハ3715およびクハ3755を対象に水切り・アンチクライマーの撤去が施工されるなど小変化が見られた。
東急時代の運用では、同じくTDK-528/9-HM主電動機を搭載するデハ3800形はもとより、主電動機出力をはじめ、特性にかなり差の大きいデハ3450形やデハ3600形等との混結が常態化した。これは東横線の主力車両として運用された1960年代当時、長編成化に伴う慢性的な車両不足から形式の区別なく共通運用がなされたこと、東横線を撤退した1970年代以後も1両単位での検査入場が行われ、その都度デハ3450形の両運転台仕様車を連結するなどしていたことによる。こうした事象は3000系列に属する全形式に共通するが、特にデハ3700形の場合は15両という半端な両数であることもあって、東急在籍最晩年まで異形式との混結編成で運用された。
東急在籍当時の最晩年は目蒲線において運用されたのち、1975年（昭和50年）にデハ3700形3701 - 3708およびクハ3750形3751 - 3754の計12両が、1980年（昭和55年）に残るデハ3700形3709 - 3715およびクハ3750形3755の計8両が、いずれも名古屋鉄道へ譲渡され、1980年（昭和55年）8月25日付のデハ3712・デハ3714・デハ3715の除籍をもって東急3700系は形式消滅した。

## 名鉄への譲渡(1975年～1986年)

### 譲渡に至る経緯
1970年代当時の名古屋鉄道（名鉄）が保有する鉄道車両においては、7000系「パノラマカー」に代表される2扉クロスシート仕様が主流となっており、朝夕の通勤通学ラッシュへの対応は主に長編成化によって行われていた。しかし、1973年（昭和48年）の第一次オイルショックの影響から従来自動車を利用していた通勤客が鉄道利用へ切り替えたことによって利用客が急増したため、収容力の乏しいクロスシート車での運用は限界を迎えつつあった。朝夕ラッシュ時においては、現場のみならず本社の管理部門からも社員を動員し、押し屋として主要駅の乗降ホームへ配置することが恒常化する状況に陥っていた。
当時の名鉄社内は会長職にあった土川元夫を中心としてクロスシート指向が依然として根強かったものの、一方で現場を中心に通勤形車両導入の機運が高まりつつあった折、1974年（昭和49年）3月発行の鉄道事業者業界誌『民鉄旬報 No.96』において東急が本系列2両を含む20両の電車を売却する旨の情報が掲載された。その情報を入手した名鉄役員によって公式議題として役員会議にて取り上げられ、急遽購入が決定した。なお、東急はその後『民鉄旬報』の続刊にて本系列の売却を取り消し、改めて5000系（初代）を売却する旨告知を行ったが、名鉄側は自社3800系と同じく運輸省規格型A'形で、なおかつ搭載するTDK-528系主電動機が名鉄に在籍する自動加速制御の吊り掛け車（AL車）各形式と共通機種であった本系列全車の譲受を強く希望し、譲渡に至った。1970年代当時における大手私鉄事業者間の車両譲渡は極めて珍しい事例であり、趣味者のみならず業界内でも話題にのぼったという。
計画段階においては、3800系を始めとするAL車各形式との総括制御による併結運用および共通運用が検討された。しかし、本系列は前述の通り弱め界磁制御機能を過去に撤去しており、さらに主電動機側の弱め界磁制御用引き出し線が根元から切断・除去された個体も存在するなど、名鉄AL車においては標準仕様であった弱め界磁制御機能の復元が困難であった。加えて本系列の電気連結栓の仕様がAL車各形式とは異なるため、そのままでは総括制御による併結運用が不可能であったことから、併結運用および共通運用とも断念された。従って、名鉄における導入に際しては東急在籍当時と同様に電動車2両と制御車1両を組み合わせた2M1Tの3両固定編成を組成し、1M1T編成を基本としたAL車各形式と比較してMT比を向上することにより、所要の性能を確保することとした。
形式はデハ3700形がモ3880形と、クハ3750形がク2880形とそれぞれ改められ、3880系と呼称された。

### 譲渡に際しての改造

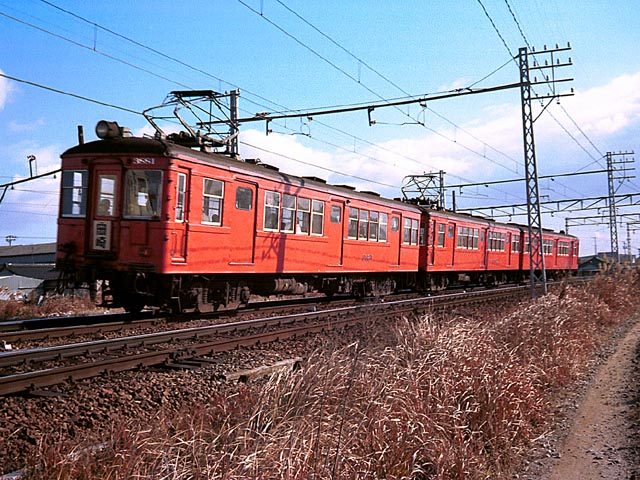
3880系3881編成

1975年（昭和50年）に第一次導入分としてデハ3700形3701 - 3708およびクハ3750形3751 - 3754の計12両が譲渡され、モ3880形3881 - 3888およびク2880形2881 - 2884として導入された。
|      | モ3880形 (Mc)       | モ3880形 (Mc)       | ク2880形 (Tc)       |
| ---- | ------------------- | ------------------- | ------------------- |
| 車番 | モ3881 （デハ3701） | モ3882 （デハ3702） | ク2881 （クハ3751） |
| 車番 | モ3883 （デハ3703） | モ3884 （デハ3704） | ク2882 （クハ3752） |
| 車番 | モ3885 （デハ3705） | モ3886 （デハ3706） | ク2883 （クハ3753） |
| 車番 | モ3887 （デハ3707） | モ3888 （デハ3708） | ク2884 （クハ3754） |

導入に際しては、車体塗装のスカーレット1色塗装化・自動列車停止装置 (ATS) の名鉄仕様化のほか、先頭車として運用されるモ3880形奇数車およびク2880形について従来取付式であった後部標識灯を名鉄仕様の通過標識灯兼用の角形埋込式に改造し、前面に差込式の行先表示板受けおよび種別板受けを新設、モ3880形の前面貫通幌は撤去された。
また、前述の通り本系列は3両固定編成として運用されることから、編成中間に組成されるモ3880形偶数車については前照灯を撤去し、車内では主幹制御器（マスター・コントローラー）など運転台機器の一部が撤去され、また、ATSの整備対象からも除外されて事実上中間電動車となった。
その他、床下搭載の主要機器配置が本系列と名鉄AL車では左右反転していることから、主制御装置側（電気側）・空気制動装置側（空気側）の位置関係を統一する目的で、制御電動車モ3880形を新岐阜向きの先頭車として編成が組成され、名鉄に在籍する他形式における編成形態（制御電動車が豊橋向き、制御車が新岐阜向き）とは逆転したものとなった。
このように改造範囲は名鉄における運転取扱上必要最低限の部分に留められ、東急時代に天地寸法の小さい窓を持つ客用扉に交換された車両はそのまま存置されたほか、ヒンジが車端側にあり、開閉方向が名鉄標準とは逆になっている乗務員扉も手が加えられていない。また、前述の通り名鉄AL車とは電気連結栓の仕様が異なるほか、主制御装置は日立製作所MMC-H-10G、運転台主幹制御器はMC1と東急在籍当時の仕様のまま変化はなく、東洋電機製造ES系電動カム軸式制御装置を標準仕様とした名鉄AL車とは異なる。

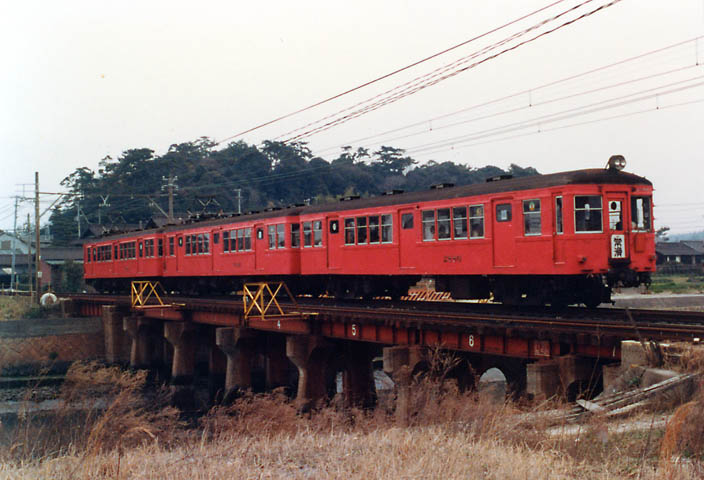
3880系3891編成。画像先頭の制御車ク2886は、元東急デハ3713を導入に際して電装解除した車両である。

1980年（昭和55年）には第二次導入分としてデハ3700形3709 - 3715およびクハ3750形3755の計8両が譲渡された。改造内容は第一次導入分と変化はないが、このグループは制御車がクハ3755（名鉄ク2885）1両のみであったことから、車種調整のためデハ3713を方向転換のうえ電装解除・制御車化改造を施工してク2886として導入し、なおも不足する制御車1両については東急3600系の制御車であるクハ3670形3671を併せて譲り受け、ク2887として導入、本系列は第一次導入分と併せて3両編成7本の陣容となった。
|      | モ3880形 (Mc)       | モ3880形 (Mc)       | ク2880形 (Tc)       |
| ---- | ------------------- | ------------------- | ------------------- |
| 車番 | モ3889 （デハ3709） | モ3890 （デハ3710） | ク2885 （クハ3755） |
| 車番 | モ3891 （デハ3711） | モ3892 （デハ3712） | ク2886 （デハ3713） |
| 車番 | モ3893 （デハ3715） | モ3894 （デハ3714） | ク2887 （クハ3671） |

デハ3713を改造したク2886は、クハ3750形を種車とするク2881 - ク2885とは異なり前面が貫通構造であることが特徴である。またク2887の種車となった東急クハ3671は、戦災国電復旧車である3600系のうち1960年（昭和35年）以降に車体を台枠から新製して載せ替えたグループに属し、窓の上下に補強帯（ウィンドウシル・ヘッダー）のない鋼製屋根の全金属製車体と屋根上中央部に埋め込まれた埋込形の前照灯を特徴とした。

## 譲渡後の運用
主に混雑の激しい犬山線系統の通勤輸送を中心に最大2編成併結の6両編成で運用され、特に最混雑時間帯の列車には本系列と同じく3扉ロングシート仕様であった3550系とともに優先的に充当された。通勤輸送に特化した3扉ロングシート仕様の本系列を導入した効果は絶大で、常時遅延が発生していた最混雑時間帯に新名古屋に発着する列車を、2扉クロスシート車の4両編成から本系列の3両編成に運用変更すると遅延が発生しなくなったというエピソードも残る。このように、本系列の運用実績により3扉ロングシート仕様車のラッシュ時における収容力の高さが改めて実証される結果となり、通勤対応の車両の必要性を社内に広く認識させ、名鉄自社設計による3扉構造の通勤形車両である6000系の設計・製造に大きく弾みを付ける形となった。
なお、導入後においては車内壁部デコラ板の淡緑色塗料による塗り潰し化・座席モケット色の変更・客用扉上部への水切り設置のほか、元来装着した前照灯ケースを生かす形での前照灯のシールドビーム2灯化など小改造が施工され、またモ3881は前面貫通扉を従来の木製扉から鋼製扉へ交換された。
名鉄譲渡後の本系列は、歯車比が3.44とAL車各形式の3.21より大きく、かつMT比が高いことから起動加速性能はAL車と比較して優れており、「カルダン駆動のSR車並みの加速力」「よく走る」と評された。しかし一方で歯車比の相違から本系列の全界磁時定格速度は59.5 km/hとAL車の同64 km/hと比較して低く、さらに弱め界磁制御機能を持たないため中速域以上の加速性能は劣ると評された。このため、本系列は高速性能が求められる急行以上の優等列車運用は困難とされ、当初は普通のみに充当されていたが、後年には急行や準急の運用につくこともあったほか、正月ダイヤ期間中の豊川線線内折り返しの特急に充当されたこともあった。
このような性能上の見劣りや他のAL車各形式との共通運用が不可能であるなどの制約を抱える本系列は、前述6000系の増備進捗に伴って、本系列全21両が出揃った翌年の1981年（昭和56年）7月27日付でモ3881-モ3882-ク2881が、同年9月7日付でモ3887-モ3888-ク2884がそれぞれ除籍されて第一次導入分から6両の廃車が発生、譲渡から6年で淘汰が開始された。
その後、1983年（昭和58年）3月28日付でモ3883-モ3884-ク2882およびモ3885-モ3886-ク2883の6両が廃車となり、第一次導入分の12両は全車廃車となった。残る第二次導入分の9両についても6000系の後継形式である6500系の増備に伴って1985年（昭和60年）3月13日をもって定期運用を離脱、同年3月24日に各務原線において定期列車を使用して実施されたさよなら運転を最後に、1985年3月28日付で全車除籍されて本系列は譲渡後通算11年で全廃となった。
廃車後は全車とも解体処分されたが、本系列が装着したKS33E台車は3780系ク2780形および3800系ク2800形へ転用された。また、東急在籍当時から全車に取り付けられていた車内天井扇風機は、名鉄に在籍する従来車のうち車内送風機を装備していなかった各車両へ転用され、旅客サービス改善に役立てられた。